# NGC 5011B
NGC 5011B (другие обозначения — ESO 269-67, DCL 530, PGC 45918) — линзообразная галактика (S0) в созвездии Центавр.
Этот объект не входит в число перечисленных в оригинальной редакции «Нового общего каталога» и был добавлен позднее.